# Nero Wolfe fa la spia
Nero Wolfe fa la spia (titolo originale The Black Mountain) è il diciassettesimo romanzo giallo di Rex Stout con Nero Wolfe protagonista.

## Trama
Il più vecchio e caro amico di Nero Wolfe, Marko Vukcic, è assassinato da un agente jugoslavo già allontanatosi da New York; Vukcic finanziava un movimento indipendentista montenegrino in opposizione al regime di Tito. Senza esitazione, Wolfe è costretto a tornare nel suo Montenegro per vendicare la morte di Marko e catturare l'assassino perché sia processato in America; il desiderio aumenta alla notizia che anche Carla Lovchen, sua figlia adottiva, è stata uccisa. Alle prese con uno dei luoghi più pericolosi della terra, Archie vedrà Wolfe come non l'ha mai visto prima.

### Personaggi principali
- Nero Wolfe: investigatore privato
- Archie Goodwin: suo assistente
- Carla Britton: figlia adottiva di Wolfe
- Marko Vukcic: proprietario del ristorante Rusterman
- Danilo Vukcic: nipote di Marko
- Paolo Telesio: agente di cambio
- Ubé Bilic: giovane jugoslavo
- Gospo Stritar: della polizia segreta di Titograd
- Josip Pasic: capo dello Spirito della Montagna Nera
- Peter Zov: agente della polizia segreta, doppiogiochista
- Geoffrey Hitchcock: investigatore privato, collaboratore di Wolfe a Londra
- Richard Courtney - funzionario dell'ambasciata americana a Roma

## Critica
"The Black Mountain è una discreta stranezza in mezzo alla generalmente eccellente serie di romanzi gialli su Nero Wolfe e Archie Goodwin. Cos'è che lo rende una stranezza? In primo luogo, l'ambientazione esotica. Normalmente, i suoi eroi agiscono non lontano dalla loro base, la vecchia casa di arenaria di New York. In The Black Mountain si comincia come al solito a New York, ma questo caso ci porta nel Montenegro, in questi anni parte della Jugoslavia comunista, il luogo di nascita di Nero Wolfe. In Montenegro ci vengono proposti un sacco di paesaggi e avventure, insieme ad altre durante il viaggio. Stout qui dimostra di maneggiare bene i paesaggi, la struttura e la società del Montenegro isolato e montuoso almeno tanto quanto l'ambiente di New York. In secondo luogo, la trama esplorativa e avventurosa. Questa non è una detective story, tranne che per la cornice. Il cuore della storia sono le avventure di Wolfe e Archie in Montenegro [...] In terzo luogo, le rivelazioni del romanzo sulla storia personale di Wolfe. Invece delle occasionali briciole di retroscena casuale, qui abbiamo un vero e proprio torrente di informazioni sulla gioventù di Wolfe: luoghi, persone, attività. Questa è una lettura divertente e affascinante per i fan della serie, e illuminante riguardo al carattere di Wolfe. In quarto luogo, lo spostamento del principio attivo dal ruolo di Archie a quello di Wolfe. [...] Nel paese della Montagna Nera, è Wolfe che conosce il territorio e parla le lingue del posto. [...]

Come se la cava Stout con tutte queste deviazioni da sentieri già battuti? In effetti, piuttosto bene. C'è un grosso rischio per un autore nel collocare una detective story in un'ambientazione esotica o con personaggi esotici: potrebbero esserci troppe cose ignote per il lettore, troppe variabili al di là della sua capacità di indovinarle o persino di seguirle. Concentrandosi sull'avventura, Stout in gran parte evita questo rischio."
"Il connubio tra lo stile deduttivo inglese e quello che predilige l’azione, prettamente americano, è il marchio di fabbrica di Stout ed entrambi gli stili sono incarnati perfettamente dai due protagonisti, che quindi perdono la connotazione di investigatore l’uno e di spalla l’altro, diventando due veri e propri comprimari. In Nero Wolfe fa la spia questa caratteristica assume contorni più sfocati rispetto agli altri romanzi della stessa serie, dato che qui la storia è meno intellettiva e decisamente più dinamica. La narrazione è comunque quella a cui siamo abituati, rapida, brillante e coinvolgente anche se forse, visto il contesto storico in cui si svolge, risulta più malinconica. Anche i personaggi, sia protagonisti che semplici comparse, sono come sempre ben delineati nelle loro esaustive descrizioni, sia fisiche che psicologiche."

## Edizioni
- Rex Stout, Nero Wolfe fa la spia, traduzione di Laura Grimaldi, I Capolavori di Segretissimo (n. 49), Arnoldo Mondadori Editore, 1978,  p. 188.

## Influenza culturale
Ronald Malcolm, protagonista de I sei giorni del Condor, viene assunto dalla CIA in virtù del suo interesse per le avventure di Nero Wolfe, tra cui The Black Mountain.